# Imbaú
Imbaú ist ein brasilianisches Munizip im Bundesstaat Paraná. Es hat 14.249 Einwohner (2022), die sich Imbauenser nennen. Seine Fläche beträgt 331 km². Es liegt 904 Meter über dem Meeresspiegel.

## Etymologie
Der erste Name, den die heutige Gemeinde Imbaú erhielt, war Cirol. Auch heute noch bezeichnen viele Menschen die Stadt so. Der Name Cirol stammt von einem Asphaltierungsunternehmen, das sich Mitte der 1960er Jahre an der Abzweigung von der Rodovia do Café nach Telêmaco Borba niederließ.
Der Name Imbaú ist geografischen Ursprungs. Es gibt zwei Wasserläufe mit dieser Bezeichnung, den Imbaú und den Imbauzinho. Der Tupí-Begriff imbau bedeutet aus dem Wasserstrahl trinken. Älteren Einwohnern zufolge ist der Name auf eine Wasserquelle zurückzuführen, die sich an der Straße befindet, an der die Rodovia do Café gebaut wurde, und die von den Durchreisenden aufgesucht wurde, um ihren Durst zu stillen.

## Geschichte

### Durchgangsland
Die Gegend von Imbaú war bekannt für die Tropeiros-Route (deutsch: Vieh- oder Maultiertreiber), die als Korridor dem Durchzug von Handelszügen von Rio Grande do Sul nach Sorocaba diente und vom Beginn des 17. Jahrhunderts bis zum Jahr 1930 bestand.

### Besiedlung

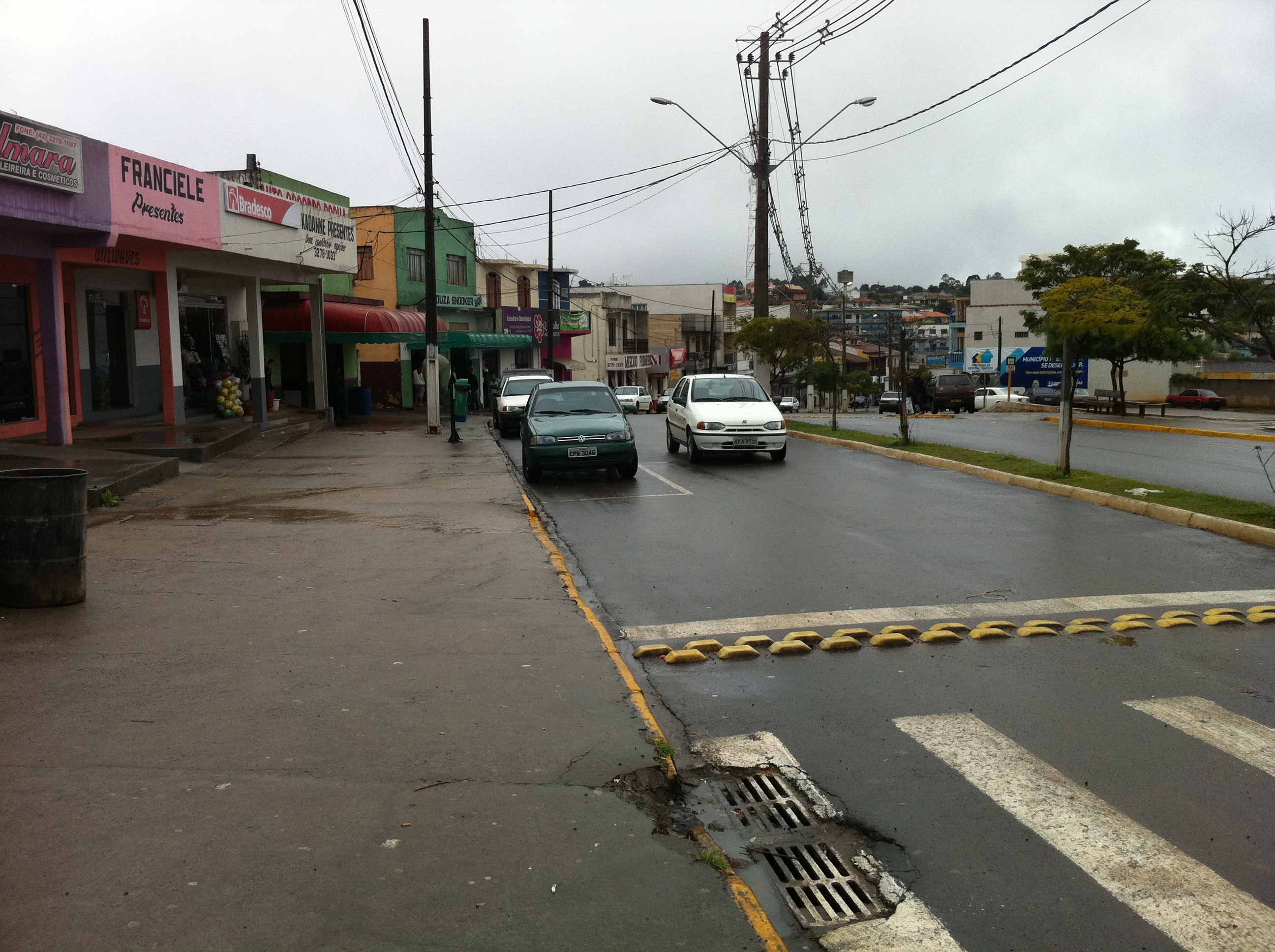
Avenida Ivo Jangada in der Stadtmitte von Imbaú

Die Besiedlung des Gebietes erfolgte durch die Gründung einer Asphaltierungsfirma Mitte der 1960er Jahre für den Bau der BR-376 Rodovia do Café. Das Unternehmen Construtora Hidrelétrica e Rodoviária Ltda. - CIROL legte einen Steinbruch zum Abbau eines ergiebigen Diabas-Vorkommens an und errichtete ein Lager für seine Arbeiter. Die ersten Bewohner der Region ließen sich in der Nähe der Rodovia do Café und der Rodovia do Papel (PR-160) nieder und bildeten kleine Dörfer wie Bela Vista und Vila Oliveira sowie eine Siedlung an der Hauptstraße Avenida Ivo Jangada im Kernort, die nach einem der Pioniere der Stadt benannt ist.

### Erhebung zum Munizip
Imbaú wurde durch das Staatsgesetz Nr. 11.220 vom 8. Dezember 1995 in den Rang eines Munizips erhoben und am 1. Januar 1997 als Munizip installiert, die amtliche Bezeichnung lautet Município de Imbaú.

## Geografie

### Fläche und Lage
Imbaú liegt auf dem Segundo Planalto Paranaense (der Dritten oder Ponta Grossa-Hochebene von Paraná) auf 24° 26′ 42″ südlicher Breite und 50° 45′ 39″ westlicher Länge. Es hat eine Fläche von 331 km². Es liegt auf einer Höhe von 904 Metern.

### Vegetation
Das Biom von Imbaú ist Mata Atlântica.
Ursprünglich gehörte die Gemeinde überwiegend zur vegetationsgeografischen Region des Ombrophylen-Mischwaldes (Araukarienwald). Ein Teil der Gemeinde, vor allem im Nordosten, wurde von Campos limpos (Grasland) gebildet, die der Region Campos Gerais Form und Namen gaben.
Die vegetationsgeografische Karte von Paraná weist die Region Imbaú als degradierten Araukarienwald aus, dessen Verdrängung ab 1935 beschleunigt wurde. Diese inzwischen stark zersplitterten Waldgebiete bestehen aus vielen einheimischen Baumarten von wirtschaftlichem Wert. Waldvegetation in einem fortgeschrittenen Stadium der Verjüngung findet sich vor allem auf den Diabasdämmen in der Serra do Facão oder in stark eingeschnittenen Auwäldern. Viele Flächen in der Gemeinde wurden zunächst durch Weideland und Ackerbau ersetzt. Inzwischen werden auch landschaftsfremde Pflanzen angebaut, insbesondere Kiefern- und Eukalyptusplantagen zur Holzgewinnung.

### Klima
In Imbaú herrscht warm gemäßigtes Klima. Die meiste Zeit im Jahr ist mit erheblichem Niederschlag zu rechnen. Selbst im trockensten Monat fällt eine Menge Regen. Die Klimaklassifikation nach Köppen und Geiger lautet Cfb. Es herrscht im Jahresdurchschnitt eine Temperatur von 18,8 °C. Innerhalb eines Jahres gibt es 1751 mm Niederschlag.

### Gewässer

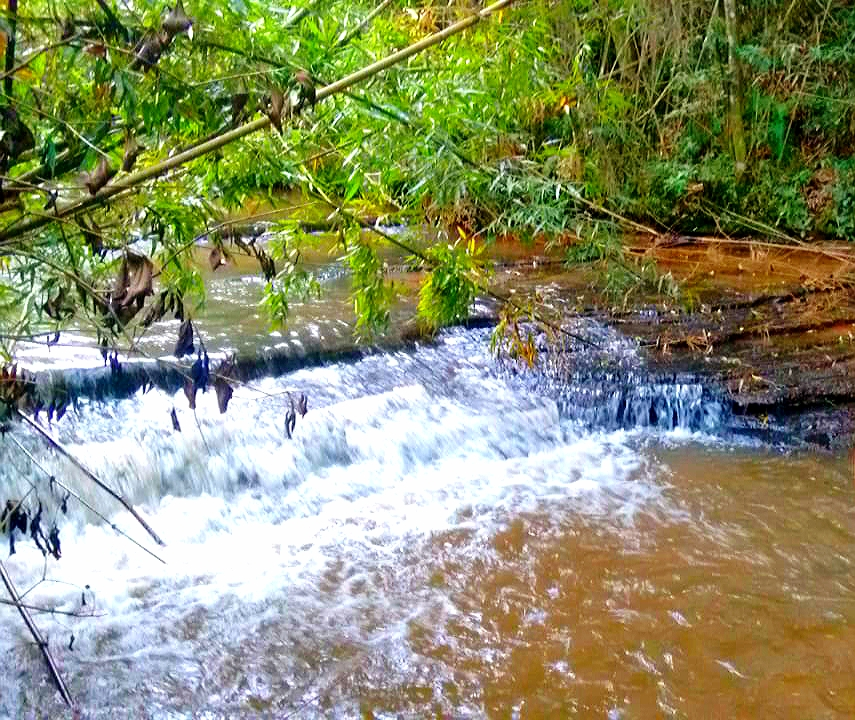
Wasserfall Salto im Distrikt Faxinal de São Pedro von Imbaú

Imbau liegt vollständig im Einzugsgebiet des Tibají. Der Rio Imbauzinho bildet die nordwestliche Grenze des Munizips. Im Süden fließt der Riberão Charqueada zum Rio Imbaú, der die Grenze des Munizips markiert. Weitere Bäche im Gebiet des Munizips sind Rio Jacutinga, Rio do Sapateiro, Arroio Areia Preta, Arroio Bonito, Arroio da Anta, Arroio do Antunes, Arroio do Caçador, Arroio Furneiro, Arroio Grande, Arroio Irati, Arroio Jacutinga und Arroio Pururuca.

### Straßen
Imbaú liegt an der Rodovia do Café (BR-376). Von ihr zweigt die Rodovia do Papel (BR-160) ab, die nach Telêmaco Borba führt und die Waldgebiete östlich des Tibají erschließt, die der Holzgewinnung für die Papierfabrik der Klabin S.A. in Ortigueira dienen. 

### Nachbarmunizipien
| Ortigueira |                                             | Telêmaco Borba |
|            | Kompassrose, die auf Nachbargemeinden zeigt |                |
| Reserva    |                                             | Tibagi         |

## Stadtverwaltung
Bürgermeister: Dayane Sovinski, PSB, (2021–2024)
Vizebürgermeister: Davi Antunes, PSB, (2021–2024)

## Demografie

### Bevölkerungsentwicklung
| Jahr | Einwohner | Stadt | Land |
| ---- | --------- | ----- | ---- |
| 2000 | 9.474     | 58 %  | 42 % |
| 2010 | 11.274    | 63 %  | 37 % |
| 2022 | 14.249    |       |      |

Quelle: IBGE (2011) und Volkszählung 2022

### Ethnische Zusammensetzung
| Gruppe * | 2000    | 2010    | wer sich als ...                                                                 |
| --- | ------- | ------- | -------------------------------------------------------------------------------- |
| Weiße | 73,6 %  | 69,4 %  | weiß bezeichnet                                                                  |
| Schwarze | 1,8 %   | 4,0 %   | schwarz bezeichnet                                                               |
| Gelbe | 0,1 %   | 0,6 %   | von fernöstlicher Herkunft wie japanisch, chinesisch, koreanisch etc. bezeichnet |
| Braune | 24,0 %  | 25,6 %  | braun oder als Mischung aus mehreren Gruppen bezeichnet                          |
| Indigene | 0,5 %   | 0,3 %   | Ureinwohner oder Indio bezeichnet                                                |
| ohne Angabe | 0,1 %   | 0,0 %   |                                                                                  |
| Gesamt | 100,0 % | 100,0 % |                                                                                  |
| *) Das IBGE verwendet für Volkszählungen ausschließlich diese fünf Gruppen. Es verzichtet bewusst auf Erläuterungen. Die Zugehörigkeit wird vom Einwohner selbst festgelegt. |         |         |                                                                                  |

Quelle: IBGE (Stand: 1991, 2000 und 2010)